# 무봉초등학교
무봉초등학교는 대한민국 경기도 화성시에 있는 공립 초등학교이다.

## 학교 연혁
- 2015.03.01 무봉초등학교 6학급 설립 인가
- 2015.03.01 제1대 송기동 교장 취임(6학급 개교)
- 2015.03.01 무봉초병설유치원 개원(3학급 편성)
- 2015.03.09 13학급 편성
- 2015.04.20 14학급(307명) 편성
- 2016.02.17 1회 졸업